# KAZUMASA ODA TOUR"どーもどーも その日が来るまで"
『KAZUMASA ODA TOUR“どーも どーも”』（カズマサ・オダ・ツアー どーも どーも）は、2012年6月24日、WOWOWライブにて21:00 - 23:00（日曜スーパーライブ）に放送された、小田和正のライブ特番のタイトルである。EPGでの正式番組名は『小田和正コンサートツアー“どーも どーも”〜その日が来るまで』（おだかずまさコンサートツアー どーも どーも そのひがくるまで）。

## 解説
2011年から2012年にかけて行なわれた全国ツアーから2011年9月28日、29日の東京ドーム公演の模様を放送。なお、WOWOWでは2001年3月31日放送の『小田和正 カウントダウン・ライブ ちょっと寒いけどみんなで SAME MOON!』以来、11年ぶりとなった。
また、MUSIC ON! TVでも2016年5月1日に放送された（再放送は同年5月28日）。

## 公演日程

### 2011年
当初は同年3月26日から9月29日まで自身初となる5大ドーム公演を含む全国28か所、55公演を予定していたが、3月11日に発生した東日本大震災の影響により同25か所、48公演となった。
| #  | 公演日       | 会場                                         | 開場  | 開演  | プロモーター                 | 備考                                                  |
| -- | ------------ | -------------------------------------------- | ----- | ----- | ---------------------------- | ----------------------------------------------------- |
| 1  | 5月7日(土)   | 長野・長野ビッグハット                       | 17:00 | 18:00 | キョードー北陸               |                                                       |
| 2  | 5月8日(日)   | 長野・長野ビッグハット                       | 16:00 | 17:00 | キョードー北陸               |                                                       |
| 3  | 5月14日(土)  | 福井・サンドーム福井                         | 17:00 | 18:00 | キョードー北陸               |                                                       |
| 4  | 5月15日(日)  | 福井・サンドーム福井                         | 16:00 | 17:00 | キョードー北陸               |                                                       |
| 5  | 5月21日(土)  | 愛媛・愛媛県武道館                           | 17:00 | 18:00 | デューク松山                 |                                                       |
| 6  | 5月22日(日)  | 愛媛・愛媛県武道館                           | 16:00 | 17:00 | デューク松山                 |                                                       |
| 7  | 5月28日(土)  | 三重・三重県営サンアリーナ                   | 17:00 | 18:00 | サンデーフォーク             |                                                       |
| 8  | 5月29日(日)  | 三重・三重県営サンアリーナ                   | 16:00 | 17:00 | サンデーフォーク             |                                                       |
| 9  | 6月3日(金)   | 愛知・スカイホール豊田                       | 17:30 | 18:30 | サンデーフォーク             |                                                       |
| 10 | 6月4日(土)   | 愛知・スカイホール豊田                       | 17:00 | 18:00 | サンデーフォーク             |                                                       |
| 11 | 6月8日(水)   | 神奈川・横浜文化体育館                       | 17:30 | 18:30 | KMミュージック               |                                                       |
| 12 | 6月9日(木)   | 神奈川・横浜文化体育館                       | 17:30 | 18:30 | KMミュージック               | 公演中に地震が発生したが、予定通り行われた。          |
| 13 | 6月14日(火)  | 京都・京都会館第一ホール                     | 18:00 | 18:30 | キョードーインフォメーション |                                                       |
| 14 | 6月15日(水)  | 滋賀・滋賀県立芸術劇場 びわ湖ホール          | 18:00 | 18:30 | キョードーインフォメーション |                                                       |
| 15 | 6月18日(土)  | 鹿児島・鹿児島アリーナ                       | 17:00 | 18:00 | キョードー西日本             | 4月22日、23日の振替公演。                             |
| 16 | 6月19日(日)  | 鹿児島・鹿児島アリーナ                       | 16:00 | 17:00 | キョードー西日本             | 4月22日、23日の振替公演。                             |
| 17 | 6月25日(土)  | 熊本・グランメッセ熊本                       | 17:00 | 18:00 | キョードー西日本             |                                                       |
| 18 | 6月26日(日)  | 熊本・グランメッセ熊本                       | 16:00 | 17:00 | キョードー西日本             |                                                       |
| 19 | 7月2日(土)   | 沖縄・宜野湾海浜公園野外劇場                 | 16:30 | 18:00 | PMエージェンシー             |                                                       |
| 20 | 7月3日(日)   | 沖縄・宜野湾海浜公園野外劇場                 | 16:30 | 18:00 | PMエージェンシー             |                                                       |
| 21 | 7月9日(土)   | 広島・広島グリーンアリーナ                   | 17:00 | 18:00 | ユニオン音楽事務所           |                                                       |
| 22 | 7月10日(日)  | 広島・広島グリーンアリーナ                   | 16:00 | 17:00 | ユニオン音楽事務所           |                                                       |
| 23 | 7月16日(土)  | 新潟・朱鷺メッセ・新潟コンベンションセンター | 17:00 | 18:00 | キョードー北陸               |                                                       |
| 24 | 7月17日(日)  | 新潟・朱鷺メッセ・新潟コンベンションセンター | 16:00 | 17:00 | キョードー北陸               |                                                       |
| 25 | 7月23日(土)  | 香川・さぬき市野外音楽広場テアトロン         | 15:30 | 17:00 | デューク高松                 |                                                       |
| 26 | 7月30日(土)  | 岡山・岡山市総合文化体育館                   | 17:00 | 18:00 | ユニオン音楽事務所           | 4月8日、9日の振替公演。                               |
| 27 | 7月31日(日)  | 岡山・岡山市総合文化体育館                   | 16:00 | 17:00 | ユニオン音楽事務所           | 4月8日、9日の振替公演。                               |
| 28 | 8月9日(火)   | 東京・国立代々木競技場第一体育館             | 17:30 | 18:30 | キョードー東京               | 5月3日、4日の振替公演。                               |
| 29 | 8月10日(水)  | 東京・国立代々木競技場第一体育館             | 17:30 | 18:30 | キョードー東京               | 5月3日、4日の振替公演。                               |
| 30 | 8月19日(金)  | 兵庫・神戸ワールド記念ホール                 | 17:30 | 18:30 | キョードー大阪               | 4月1日、2日の振替公演。                               |
| 31 | 8月20日(土)  | 兵庫・神戸ワールド記念ホール                 | 17:00 | 18:00 | キョードー大阪               | 4月1日、2日の振替公演。                               |
| 32 | 8月24日(水)  | 神奈川・横浜アリーナ                         | 17:30 | 18:30 | KMミュージック               | 4月26日、27日の振替公演。                             |
| 33 | 8月25日(木)  | 神奈川・横浜アリーナ                         | 17:30 | 18:30 | KMミュージック               | 4月26日、27日の振替公演。                             |
| 34 | 9月3日(土)   | 北海道・札幌ドーム                           | 16:00 | 18:00 | ユアソング                   | 5大ドーム公演初日。台風12号の影響で開演が30分遅れた。 |
| 35 | 9月10日(土)  | 福岡・福岡Yahoo!JAPANドーム                  | 16:00 | 18:00 | キョードー西日本             |                                                       |
| 36 | 9月17日(土)  | 愛知・ナゴヤドーム                           | 16:00 | 18:00 | サンデーフォーク             |                                                       |
| 37 | 9月18日(日)  | 愛知・ナゴヤドーム                           | 15:00 | 17:00 | サンデーフォーク             |                                                       |
| 38 | 9月24日(土)  | 大阪・京セラドーム大阪                       | 16:00 | 18:00 | キョードー大阪               | 2日間ともVTR撮影が行われた。                          |
| 39 | 9月25日(日)  | 大阪・京セラドーム大阪                       | 15:00 | 17:00 | キョードー大阪               | 2日間ともVTR撮影が行われた。                          |
| 40 | 9月28日(水)  | 東京・東京ドーム                             | 16:30 | 18:30 | キョードー東京               | 2日間ともVTR撮影が行われた。                          |
| 41 | 9月29日(木)  | 東京・東京ドーム                             | 16:30 | 18:30 | キョードー東京               | 2日間ともVTR撮影が行われた。                          |
| 42 | 10月13日(木) | 兵庫・神戸ワールド記念ホール                 | 17:30 | 18:30 | キョードー大阪               | 8月19日、20日の振替公演。                             |
| 43 | 10月14日(金) | 兵庫・神戸ワールド記念ホール                 | 17:30 | 18:30 | キョードー大阪               | 8月19日、20日の振替公演。                             |
| 44 | 10月18日(火) | 神奈川・よこすか芸術劇場                     | 18:00 | 18:30 | KMミュージック               | 8月12日の振替公演。                                   |
| 45 | 10月21日(金) | 静岡・エコパアリーナ                         | 17:30 | 18:30 | サンデーフォーク静岡         | 3月26日、27日の振替公演。                             |
| 46 | 10月22日(土) | 静岡・エコパアリーナ                         | 17:00 | 18:00 | サンデーフォーク静岡         | 3月26日、27日の振替公演。                             |
| 47 | 10月25日(火) | 神奈川・横浜アリーナ                         | 17:30 | 18:30 | KMミュージック               | 8月24日、25日の振替公演。                             |
| 48 | 10月26日(水) | 神奈川・横浜アリーナ                         | 17:30 | 18:30 | KMミュージック               | 8月24日、25日の振替公演。                             |

### 2012年
東北地方5都市を回るコンサートツアー。前年5月から10月まで全国各地で実施されたツアーで延期となっていた3会場に、青森、福島の2会場が追加された。さらに、小田の地元である横浜赤レンガパーク特設野外ステージでの公演が追加され、前年分と併せて全国31か所、59公演となった。
| #  | 公演日      | 会場                                       | 開場  | 開演  | プロモーター   | 備考                                 |
| -- | ----------- | ------------------------------------------ | ----- | ----- | -------------- | ------------------------------------ |
| 49 | 4月14日(土) | 秋田・秋田県立体育館                       | 17:00 | 18:00 | ギルドネクスト | 前年4月16日、17日の振替公演。        |
| 50 | 4月15日(日) | 秋田・秋田県立体育館                       | 16:00 | 17:00 | ギルドネクスト | 前年4月16日、17日の振替公演。        |
| 51 | 4月21日(土) | 宮城・セキスイハイムスーパーアリーナ       | 17:00 | 18:00 | ギルドネクスト | 前年6月18日、19日の振替公演。        |
| 52 | 4月22日(日) | 宮城・セキスイハイムスーパーアリーナ       | 16:00 | 17:00 | ギルドネクスト | 前年6月18日、19日の振替公演。        |
| 53 | 4月28日(土) | 青森・サンワアリーナ青森                   | 17:00 | 18:00 | ギルドネクスト |                                      |
| 54 | 4月29日(日) | 青森・サンワアリーナ青森                   | 16:00 | 17:00 | ギルドネクスト |                                      |
| 55 | 5月12日(土) | 岩手・岩手産業文化センター アピオ          | 17:00 | 18:00 | ギルドネクスト | 前年7月30日、31日の振替公演。        |
| 56 | 5月13日(日) | 岩手・岩手産業文化センター アピオ          | 16:00 | 17:00 | ギルドネクスト | 前年7月30日、31日の振替公演。        |
| 57 | 5月19日(土) | 福島・あづま総合体育館                     | 17:00 | 18:00 | ギルドネクスト | 2002年ツアー以来の福島公演。         |
| 58 | 5月20日(日) | 福島・あづま総合体育館                     | 16:00 | 17:00 | ギルドネクスト | 2002年ツアー以来の福島公演。         |
| 59 | 5月26日(土) | 神奈川・横浜赤レンガパーク特設野外ステージ | 16:00 | 17:00 | KMミュージック | このツアーで関東地区唯一の週末開催。 |

## 出演者
- 小田和正  –  ヴォーカル、ギター、ピアノ
- 木村万作  –  ドラムス
- 有賀啓雄  –  ベース
- 稲葉政裕  –  ギター
- 栗尾直樹  –  キーボード
- 園山光博  –  サックス
- 木下智明  –  コーラス&パーカッション
- 金原千恵子ストリングス[注 14]  –  ストリングス
  - 金原千恵子  –  1stバイオリン
  - 藤家泉子  –  2ndバイオリン
  - 吉田翔平  –  ビオラ
  - 堀沢真己  –  チェロ

## 楽曲
- 曲目はDVD/Blu-ray（後述）収録のもの。太字の楽曲は実際に放送されたもの。☆印はアンコールで演奏。

1. OPENING
2. 明日
3. ラブ・ストーリーは突然に
4. こころ
5. 正義は勝つ
6. 誰れも どんなことも
7. こたえ
8. たしかなこと
9. 若葉のひと
10. 秋の気配
11. メドレー・1
  1. I LOVE YOU
  2. 切ない愛のうたをきかせて
  3. goodtimes & badtimes
  4. めぐる季節
  5. 水曜日の午後
  6. 少年のように
12. 緑の街
13. 風の坂道
14. ご当地紀行ダイジェスト
15. グッバイ[注 15]
16. メドレー・2
  1. 思いのままに
  2. 愛を止めないで
  3. The Flag
17. やさしい雨
18. Yes-No
19. キラキラ
20. 伝えたいことがあるんだ
21. 緑の日々
22. 今日も どこかで
23. さよならは 言わない
24. 東京の空
25. hello hello
26. またたく星に願いを☆
27. ダイジョウブ☆
28. 言葉にできない☆
29. YES-YES-YES☆
30. 君のこと☆
31. その日が来るまで（新曲）
32. ENDING

## スタッフ

### カメラ・クルー
| - 芹沢哲也（カメラマン・LOOP） - 河崎美津子 - 桃澤武史 - 田中十内（VE） - 半崎美登 - 花里英寿 - 葛生美紀 - 金子良司 - 宇土博喜 - 沖田一亮 - 吉原輝久 - 倉田広平 - 谷茂岡稔（カメラマン・LOOP） - 間野秀利 - 西浦清（チーフ・カメラマン） - 下妻邦康（カメラマン・LOOP） - 村越勝利 - 築舘寛（カメラマン・LOOP） - 斑目要一（カメラマン・LOOP） | - 佐野忠 - 丸山貴司 - 橋口和利 - 小竹聡子 - 梶谷侑司 - 肥後恵裕 - 鈴木正俊 - 影山拓也 - 米山雄飛 - 近直哉 - 高工将哉 - 早瀬真行 - 加藤誠 - 赤岡修 - 早川浩志 - 渡辺拓也 - 藤田博之 - 大関晃 | - 南梨大輔 - 高橋晴彦 - 田居茂生 - 谷川直樹 - 杉本晃久 - 仲宗根康太 - 松田昭彦 - 大森俊哉 - 尾形秀紀 - 中西優太 - 菅野勇太 - 吉田雄 - 杉山俊雄 - 鈴木円 - 冨岡愛美 - 山田静江 - 冨岡貢 |

### プロモーター
- ユアソング（北海道）
- ギルドネクスト（東北地区）
- キョードー北陸（北陸地区）
- キョードー東京、KMミュージック（関東地区）
- サンデーフォーク・プロモーション（東海地区）
- キョードー大阪（関西地区）
- ユニオン音楽事務所（中国地区）
- デューク（四国地区）
- キョードー西日本（九州地区）
- PMエージェンシー（沖縄県）

### プロダクションチーム
| - 大竹真二（プロデューサー（カメラマン兼任）） - 川越大祐（編集） - 柳智隆（MA） - 三上義英（ミキサー） - 小島聖平（ミキサー） - 林慎一 - 上間秀希 - 斉田孝志 - 吉田雅道（ファー・イースト・クラブ） - 川人直子（ファー・イースト・クラブ） - 深山千晴（ファー・イースト・クラブ） - 下野成久（ファー・イースト・クラブ） - 安部ひとみ（ファー・イースト・クラブ） - 堀井恭子（ファー・イースト・クラブ） | - 小林雅人 - 佐藤由美子 - 清水智弘 - 菊池英二 - 野澤敏昭 - 小林和之 - 軽部重信 - 青木聡 - 柏木竜一 - 野口悦子（アリオラジャパンA&R） - 渡辺隆 - 野上結子 |

### 特別協賛
- 明治安田生命保険相互会社

### 制作協力
- 株式会社MOI

### 制作著作
- ファー・イースト・クラブ

## 再放送
- 2012年7月16日 19:00 - 21:00
- 2012年8月15日 21:00 - 23:00（再々放送）
- 2013年3月2日 21:00 - 23:00（再々々放送）

## DVD/Blu-ray
『小田和正コンサート“どーも どーも”その日が来るまでin東京ドーム』（おだ かずまさコンサート どーもどーも そのひがくるまで インとうきょうドーム）のタイトルで2012年11月21日に発売された。発売元はアリオラジャパン。

### 解説
2011年から2012年にかけて開催し、74万人を動員した全国ツアー「小田和正コンサート “どーもどーも”その日が来るまで」。このツアーから2011年9月28日、29日の東京ドーム公演の模様を収録したライブ映像作品。ライブ本編では、本人監修によるメドレーを含む全36曲、約157分の映像が堪能できる。
小田のライブ映像作品は1998年6月24日発売の『THRU THE WINDOW LIVE』、2001年5月16日発売の『小田和正 カウントダウン・ライブ ちょっと寒いけどみんなで SAME MOON!』に次いで3作目。「ライブは皆さんの心の中に留めておいていただければ」という本人の意思を尊重してインターバルが空いたが、ツアーに来られない人やもう一度観たいというファン、さらにスタッフや音楽業界内からも映像化希望の声が多く、リリースに至った。

### 収録曲
| #   | タイトル | 作詞 | 作曲・編曲 |
| --- | --- | ---- | ---------- |
| 1.  | 「OPENING」 |      |            |
| 2.  | 「明日」 |      |            |
| 3.  | 「ラブ・ストーリーは突然に」                                                                                     |      |            |
| 4.  | 「こころ」 |      |            |
| 5.  | 「正義は勝つ」                                                                                                   |      |            |
| 6.  | 「誰れも どんなことも」                                                                                          |      |            |
| 7.  | 「こたえ」 |      |            |
| 8.  | 「たしかなこと」                                                                                                 |      |            |
| 9.  | 「若葉のひと」                                                                                                   |      |            |
| 10. | 「秋の気配」 |      |            |
| 11. | 「メドレー」(I LOVE YOU〜切ない愛のうたをきかせて〜goodtimes & badtimes〜めぐる季節〜水曜日の午後〜少年のように) |      |            |
| 12. | 「緑の街」 |      |            |
| 13. | 「風の坂道」 |      |            |
| 14. | 「 – ご当地紀行ダイジェスト – 」                                                                                 |      |            |
| 15. | 「グッバイ」 |      |            |
| 16. | 「メドレー」(思いのままに〜愛を止めないで〜the flag)                                                             |      |            |
| 17. | 「やさしい雨」                                                                                                   |      |            |
| 18. | 「Yes-No」 |      |            |
| 19. | 「キラキラ」 |      |            |
| 20. | 「伝えたいことがあるんだ」                                                                                       |      |            |
| 21. | 「緑の日々」 |      |            |
| 22. | 「今日も どこかで」                                                                                              |      |            |
| 23. | 「さよならは 言わない」                                                                                          |      |            |
| 24. | 「東京の空」 |      |            |
| 25. | 「hello hello」                                                                                                  |      |            |
| 26. | 「またたく星に願いを」                                                                                           |      |            |
| 27. | 「ダイジョウブ」                                                                                                 |      |            |
| 28. | 「言葉にできない」                                                                                               |      |            |
| 29. | 「YES-YES-YES」                                                                                                  |      |            |
| 30. | 「君のこと」 |      |            |
| 31. | 「その日が来るまで」                                                                                             |      |            |
| 32. | 「ENDING」 |      |            |